# Giuseppe Baresi
Giuseppe Baresi, detto Beppe (Travagliato, 7 febbraio 1958), è un ex calciatore italiano, di ruolo difensore o centrocampista.

## Biografia
È fratello maggiore di Franco, ex difensore del Milan e della nazionale italiana. È inoltre padre di Regina, ex calciatrice dell'Inter femminile, e di Simone.
Nel 2016 è stato opinionista a Diretta stadio su 7 Gold.

## Caratteristiche tecniche
Giocatore duttile, poteva ricoprire le posizioni di difensore centrale, terzino e mediano, con una predilezione per quest'ultimo ruolo.

## Carriera

### Giocatore

#### Club

Giuseppe Baresi (a destra) assieme al fratello Franco nel derby di Milano del 2 marzo 1980.

Dopo aver iniziato a giocare nel Travagliato, Baresi fu portato all'Inter all’età di 14 anni dal suo allenatore Guido Settembrino insieme al fratello Franco (che, scartato, si accasò al Milan). Con la maglia interista, di cui fu capitano e ottimo «gregario», ha esordito in Serie A nel 1977 e giocato 392 gare, realizzando 10 gol. Inoltre ha disputato 73 gare nelle coppe europee, con un gol segnato, e 94 gare in Coppa Italia, con 2 reti realizzate. Con l'Inter ha vinto due campionati italiani, due Coppe Italia, una Coppa UEFA e una Supercoppa italiana.
Ha lasciato i nerazzurri nel 1992 per passare al Modena in Serie B, dove si è ritirato nel 1994, a 36 anni.

#### Nazionale
Ha esordito nella nazionale maggiore il 26 settembre 1979, in una partita contro la Svezia, e in azzurro ha disputato l'Europeo 1980, il Mundialito 1980 e il Mondiale 1986. In quest'ultimo torneo, nell'ottavo di finale perso per 2-0 contro la Francia, Enzo Bearzot gli affidò la marcatura di Michel Platini: pur senza demeritare, Baresi non riuscì ad arginare il fantasista francese, che guidò i Bleus alla vittoria. L'eliminazione dal Mondiale coincise col suo congedo dalla maglia azzurra.
Conta anche 8 presenze con una rete in Under-21 e 6 presenze nella nazionale olimpica.

### Allenatore

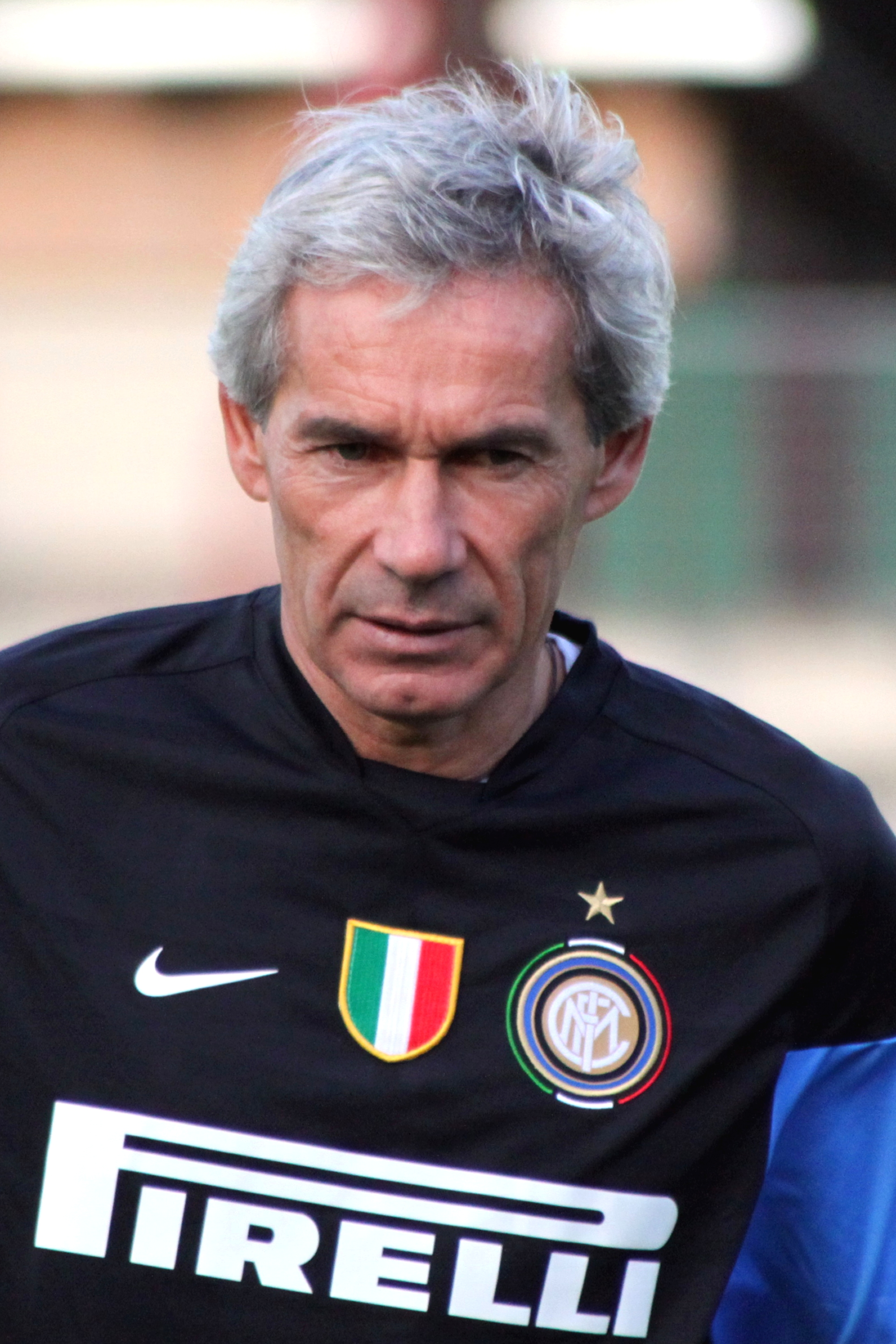
Baresi nel 2009 come collaboratore tecnico dell'Inter.

Dopo l'esperienza sulla panchina della formazione Allievi dell'Inter, è stato responsabile del settore giovanile del club nerazzurro dal 2001 al 2008, ottenendo due campionati Primavera, due Coppe Italia Primavera e due Tornei di Viareggio.
Il 2 giugno 2008 diventa vice-allenatore della prima squadra, affiancando José Mourinho. Nella prima stagione vince il campionato italiano e la Supercoppa italiana, mentre nella stagione successiva conquista il campionato, la Coppa Italia e la UEFA Champions League.
Con l'arrivo di Rafael Benítez e di Mauricio Pellegrino, rispettivamente come allenatore e vice-allenatore dell'Inter, Baresi diventa assistente tecnico dello spagnolo. Successivamente all'esonero di Benítez e all'ingaggio di Leonardo nel dicembre 2010, Baresi torna ad essere vice-allenatore. Resta vice-allenatore anche con Gian Piero Gasperini, Claudio Ranieri e Andrea Stramaccioni.
Nell'estate 2013, con l'arrivo di Walter Mazzarri in panchina, torna al ruolo di assistente tecnico. A novembre 2014, con l'esonero di Mazzarri e l'arrivo di Roberto Mancini sulla panchina nerazzurra, Baresi è escluso dallo staff tecnico. Un mese dopo gli viene affidato il ruolo di scout e il compito di seguire le varie Academy nerazzurre nel mondo.

## Statistiche

### Presenze e reti nei club
| Stagione        | Squadra         | Campionato      | Campionato | Campionato | Coppe nazionali | Coppe nazionali | Coppe nazionali | Coppe continentali | Coppe continentali | Coppe continentali | Altre coppe | Altre coppe | Altre coppe | Totale | Totale |
| Stagione        | Squadra         | Comp            | Pres       | Reti       | Comp            | Pres            | Reti            | Comp               | Pres               | Reti               | Comp        | Pres        | Reti        | Pres   | Reti   |
| --------------- | --------------- | --------------- | ---------- | ---------- | --------------- | --------------- | --------------- | ------------------ | ------------------ | ------------------ | ----------- | ----------- | ----------- | ------ | ------ |
| 1976-1977       | Inter           | A               | 0          | 0          | CI              | 2               | 0               | CU                 | 0                  | 0                  | -           | -           | -           | 2      | 0      |
| 1977-1978       | A               | 28              | 0          | CI         | 8               | 0               | CU              | 2                  | 0                  | -                  | -           | -           | 38          | 0      |        |
| 1978-1979       | A               | 29              | 3          | CI         | 2               | 0               | CdC             | 4                  | 0                  | -                  | -           | -           | 35          | 3      |        |
| 1979-1980       | A               | 30              | 1          | CI         | 6               | 1               | CU              | 3                  | 1                  | -                  | -           | -           | 39          | 3      |        |
| 1980-1981       | A               | 26              | 0          | CI         | 4               | 0               | CC              | 5                  | 0                  | TC                 | 0           | 0           | 35          | 0      |        |
| 1981-1982       | A               | 28              | 1          | CI         | 9               | 1               | CU              | 4                  | 0                  | -                  | -           | -           | 41          | 2      |        |
| 1982-1983       | A               | 27              | 0          | CI         | 10              | 0               | CdC             | 5                  | 0                  | -                  | -           | -           | 42          | 0      |        |
| 1983-1984       | A               | 29              | 0          | CI         | 2               | 0               | CU              | 6                  | 0                  | -                  | -           | -           | 37          | 0      |        |
| 1984-1985       | A               | 30              | 1          | CI         | 11              | 0               | CU              | 10                 | 0                  | -                  | -           | -           | 51          | 1      |        |
| 1985-1986       | A               | 29              | 1          | CI         | 7               | 0               | CU              | 10                 | 0                  | TE                 | 0           | 0           | 46          | 1      |        |
| 1986-1987       | A               | 29              | 1          | CI         | 6               | 0               | CU              | 8                  | 0                  | -                  | -           | -           | 43          | 1      |        |
| 1987-1988       | A               | 29              | 1          | CI         | 11              | 0               | CU              | 6                  | 0                  | -                  | -           | -           | 46          | 1      |        |
| 1988-1989       | A               | 32              | 0          | CI         | 8               | 0               | CU              | 5                  | 0                  | -                  | -           | -           | 45          | 0      |        |
| 1989-1990       | A               | 17              | 1          | CI         | 3               | 0               | CC              | 0                  | 0                  | SI                 | 1           | 0           | 21          | 1      |        |
| 1990-1991       | A               | 23              | 0          | CI         | 2               | 0               | CU              | 5                  | 0                  | -                  | -           | -           | 30          | 0      |        |
| 1991-1992       | A               | 6               | 0          | CI         | 2               | 0               | CU              | 0                  | 0                  | -                  | -           | -           | 8           | 0      |        |
| Totale Inter    | Totale Inter    | Totale Inter    | 392        | 10         |                 | 93              | 2               |                    | 73                 | 1                  |             | 1           | 0           | 559    | 13     |
| 1992-1993       | Modena          | B               | 37         | 0          | CI              | 3               | 0               | -                  | -                  | -                  | -           | -           | -           | 40     | 0      |
| 1993-1994       | B               | 36              | 0          | CI         | 0               | 0               | -               | -                  | -                  | -                  | -           | -           | 36          | 0      |        |
| Totale Modena   | Totale Modena   | Totale Modena   | 73         | 0          |                 | 3               | 0               |                    | -                  | -                  |             | -           | -           | 76     | 0      |
| Totale carriera | Totale carriera | Totale carriera | 465        | 10         |                 | 96              | 2               |                    | 73                 | 1                  |             | 1           | 0           | 635    | 13     |

### Cronologia presenze e reti in nazionale
| Cronologia completa delle presenze e delle reti in nazionale ― Italia | Cronologia completa delle presenze e delle reti in nazionale ― Italia | Cronologia completa delle presenze e delle reti in nazionale ― Italia | Cronologia completa delle presenze e delle reti in nazionale ― Italia | Cronologia completa delle presenze e delle reti in nazionale ― Italia | Cronologia completa delle presenze e delle reti in nazionale ― Italia | Cronologia completa delle presenze e delle reti in nazionale ― Italia | Cronologia completa delle presenze e delle reti in nazionale ― Italia |
| Data                                                                  | Città                                                                 | In casa                                                               | Risultato                                                             | Ospiti                                                                | Competizione                                                          | Reti                                                                  | Note                                                                  |
| --------------------------------------------------------------------- | --------------------------------------------------------------------- | --------------------------------------------------------------------- | --------------------------------------------------------------------- | --------------------------------------------------------------------- | --------------------------------------------------------------------- | --------------------------------------------------------------------- | --------------------------------------------------------------------- |
| 26-9-1979                                                             | Firenze                                                               | Italia                                                                | 1 – 0                                                                 | Svezia                                                                | Amichevole                                                            | -                                                                     | 46’                                                                   |
| 15-6-1980                                                             | Torino                                                                | Italia                                                                | 1 – 0                                                                 | Inghilterra                                                           | Euro 1980 - 1º turno                                                  | -                                                                     | 88’                                                                   |
| 18-6-1980                                                             | Roma                                                                  | Italia                                                                | 0 – 0                                                                 | Belgio                                                                | Euro 1980 - 1º turno                                                  | -                                                                     | 35’                                                                   |
| 21-6-1980                                                             | Napoli                                                                | Cecoslovacchia                                                        | 1 – 1 dts (9 – 8 dtr)                                                 | Italia                                                                | Euro 1980 - Finale 3º posto                                           | -                                                                     | [ 20 ]                                                                |
| 24-9-1980                                                             | Genova                                                                | Italia                                                                | 3 – 1                                                                 | Portogallo                                                            | Amichevole                                                            | -                                                                     | 46’                                                                   |
| 11-10-1980                                                            | Lussemburgo                                                           | Lussemburgo                                                           | 0 – 2                                                                 | Italia                                                                | Qual. Mondiali 1982                                                   | -                                                                     |                                                                       |
| 6-1-1981                                                              | Montevideo                                                            | Paesi Bassi                                                           | 1 – 1                                                                 | Italia                                                                | Mundialito - 1º turno                                                 | -                                                                     |                                                                       |
| 25-2-1981                                                             | Roma                                                                  | Italia                                                                | 0 – 3                                                                 | Europa                                                                | Amichevole                                                            | -                                                                     | 42’                                                                   |
| 19-4-1981                                                             | Udine                                                                 | Italia                                                                | 0 – 0                                                                 | Germania Est                                                          | Amichevole                                                            | -                                                                     | 80’                                                                   |
| 2-6-1985                                                              | Città del Messico                                                     | Messico                                                               | 1 – 1                                                                 | Italia                                                                | Amichevole                                                            | -                                                                     |                                                                       |
| 6-6-1985                                                              | Città del Messico                                                     | Italia                                                                | 2 – 1                                                                 | Inghilterra                                                           | Amichevole                                                            | -                                                                     |                                                                       |
| 25-9-1985                                                             | Lecce                                                                 | Italia                                                                | 1 – 2                                                                 | Norvegia                                                              | Amichevole                                                            | -                                                                     | 46’                                                                   |
| 16-11-1985                                                            | Chorzów                                                               | Polonia                                                               | 1 – 0                                                                 | Italia                                                                | Amichevole                                                            | -                                                                     |                                                                       |
| 5-2-1986                                                              | Avellino                                                              | Italia                                                                | 1 – 2                                                                 | Germania Ovest                                                        | Amichevole                                                            | -                                                                     |                                                                       |
| 11-5-1986                                                             | Napoli                                                                | Italia                                                                | 2 – 0                                                                 | Cina                                                                  | Amichevole                                                            | -                                                                     | 75’                                                                   |
| 5-6-1986                                                              | Puebla                                                                | Italia                                                                | 1 – 1                                                                 | Argentina                                                             | Mondiali 1986 - 1º turno                                              | -                                                                     | 87’                                                                   |
| 10-6-1986                                                             | Puebla                                                                | Italia                                                                | 3 – 2                                                                 | Corea del Sud                                                         | Mondiali 1986 - 1º turno                                              | -                                                                     | 68’                                                                   |
| 17-6-1986                                                             | Città del Messico                                                     | Francia                                                               | 2 – 0                                                                 | Italia                                                                | Mondiali 1986 - Ottavi di finale                                      | -                                                                     | 46’                                                                   |
| Totale                                                                |                                                                       | Presenze                                                              | 18                                                                    |                                                                       | Reti                                                                  | 0                                                                     |                                                                       |

## Palmarès

### Giocatore

#### Club

##### Competizioni nazionali
- Coppa Italia: 2

Inter: 1977-1978, 1981-1982
- Campionato italiano: 2

Inter: 1979-1980, 1988-1989
- Supercoppa italiana: 1

Inter: 1989

##### Competizioni internazionali
- Coppa UEFA: 1

Inter: 1990-1991

#### Individuale
- Premio Nazionale Carriera Esemplare "Gaetano Scirea": 1

1992